# Battista Cardinale
Giovanni  Battista Luigi Cardinale (ur. 10 czerwca 1895 w Genui, zm. 20 sierpnia 1978 w Rapallo) – włoski zapaśnik walczący w stylu klasycznym. Olimpijczyk z Antwerpii 1920, gdzie odpadł w drugiej rundzie w wadze półciężkiej.

## Letnie Igrzyska Olimpijskie 1920
| Konkurencja            | Rundy eliminacyjne   | Klas. końcowa |
| Konkurencja            | 1/8                  | Miejsce       |
| ---------------------- | -------------------- | ------------- |
| 82,5 kg styl klasyczny | Émile Walhen (BEL) P | I runda       |